# 2K2M

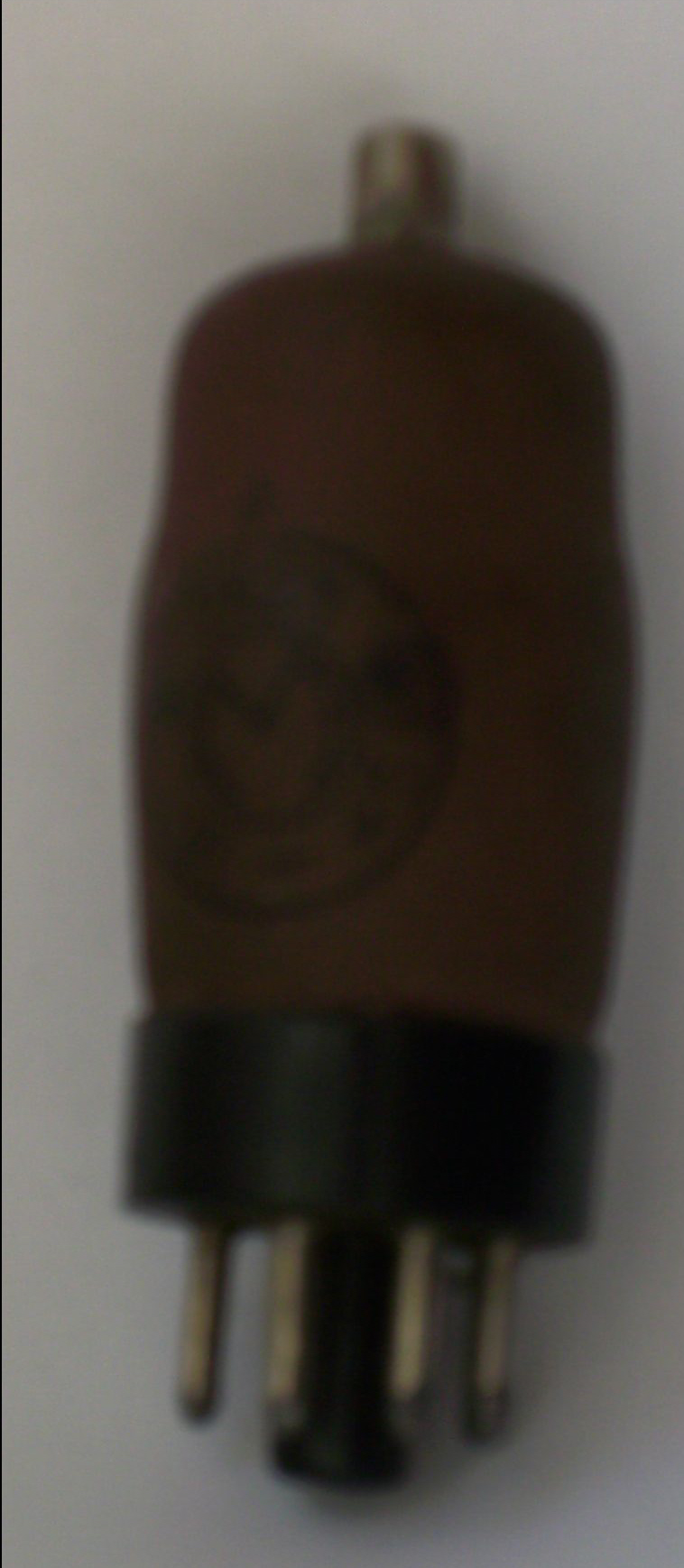
pentoda 2K2M

2K2M – lampa elektronowa, pentoda (selektoda) bezpośrednio żarzona produkcji ZSRR. Przeznaczona do zasilania bateryjnego, określana przez producenta jako „małogabarytowa”. Skonstruowana przed wybuchem II wojny światowej, stosowana powszechnie podczas tej wojny i bezpośrednio po niej w radzieckim wojskowym sprzęcie łącznościowym jako lampa uniwersalna, m.in. w radiostacji „Север”. W okresie powojennym miała też zastosowanie w radiotechnice cywilnej np. w radioodbiorniku „Родина”. Wersja konstrukcyjna tej lampy z tzw. krótką charakterystyką nosi oznaczenie 2Ж2М (2Ż2M).

## Dane techniczne
Żarzenie:
- napięcie żarzenia 2 V,
- prąd żarzenia 0,06 A.

| Parametr                        | Wartość               |
| ------------------------------- | --------------------- |
| napięcie anodowe                | 120 V                 |
| prąd anodowy                    | 2 mA                  |
| nachylenie charakterystyki (Sa) | od 0,025 do 0,95 mA/V |
| napięcie siatki pierwszej       | od −0,5 V do −10 V    |

| Parametr               | Wartość |
| ---------------------- | ------- |
| napięcie anodowe       | 160 V   |
| moc tracona na anodzie | 0,5 W   |
| prąd katodowy          | 8 mA    |